# 水虞厝水牛公園
水虞厝水牛公園，是位於臺灣嘉義縣太保市南新的公園，內有水牛厝牛將軍廟，也曾是該縣著名的遊樂園地點。

## 公園
公園所在地的水埤舊名為「金牛埤」，為葉姓家族的公有魚塘。其牛埤的地形恰似橫臥的水牛形體，牛頭朝西，牛臂居東，牛背處於北港路上，埤水從西邊處流出為牛嘴，牛肚為長滿水生植物的水埤。當地還有反映農耕的諺語：「牛肚土軟，所謂軟土深掘，一挖就是尺多深；牛背土硬，掘不到一寸深。」
1978年12月3日，中華民國總統蔣經國巡視五聖恩主公廟的慧明牛將軍廟，因感廟字簡陋，指示改建為具農村風味的廟宇。又囑咐時任嘉義縣長的德錡為著手擴建。為增設公園，嘉義縣府接奉指示，委請大漢工程設計公司數度在當地勘查。1988年6月5日，牛將軍廟遷到太保農村文物公園，並於上午開放，舉行祭祀水牛將軍儀式。
公園設有假山、小湖、小橋、小涼亭等江南庭園造景。1987年公園委外經營，民眾要購票入園才能參拜。該年出租給名為「嘉義育樂」的公司經營。1988年3月29日，太保農村文物公園正式營業。水牛廟也在同年6月遷來此公園。但經營不善，無法吸引遊客前來，公園只好關門。期間還曾以「大嘉義主題樂園」之名營業。1997年有人溺斃於此廟水池，政府提早與廠商終止契約回收管理，並於1998年輾轉由名為「藝都表演村」的娛樂公司取得經營權。
之前租給民間經營，前幾位經營者都慘賠出場，大約有十年時間荒煙蔓草，直到藝都表演村總經理李明河經營後，觀光人數僅次於同縣的阿里山森林遊樂區，每年租金達新台幣九十三萬餘元。李明河免費提供此地給視障按摩師作工作場所，也讓智能障礙孩童和家長經營販賣攤位。2004年5月1日，發生遊樂設施機械伸縮臂運轉時斷裂，造成三名遊客壓迫性骨折。
但地方對出租營利有異音，嘉義縣政府工務局與太保市公所研商後，決定2007年月6月30日租期屆滿後不再續租。業者2008年3月2日只好結束以泰國變性女性表演秀著名的表演村，解散五十幾名員工。於2008年3月完成點交作業，同年5月完成所有權移轉，改名作「水虞厝水牛公園」，廟也被收回並建物用途登記為「紀念館」。時任縣長的陳明文指示闢建成為綠地休閒公園，並配合時任立委的張花冠爭取中央補助經費3300萬元，於2008、2009年分兩期施工。

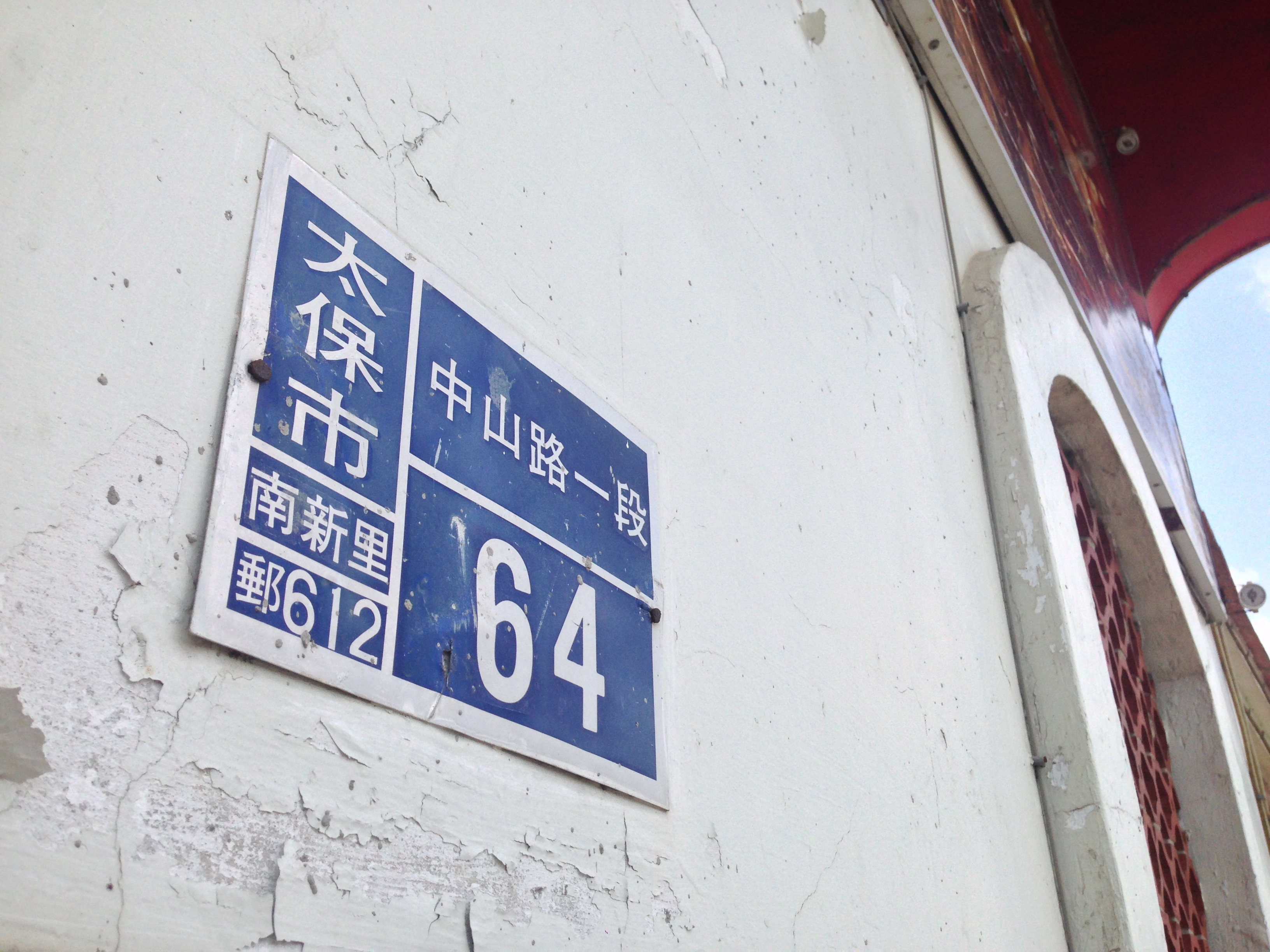
門牌為南新里中山路一段64號。
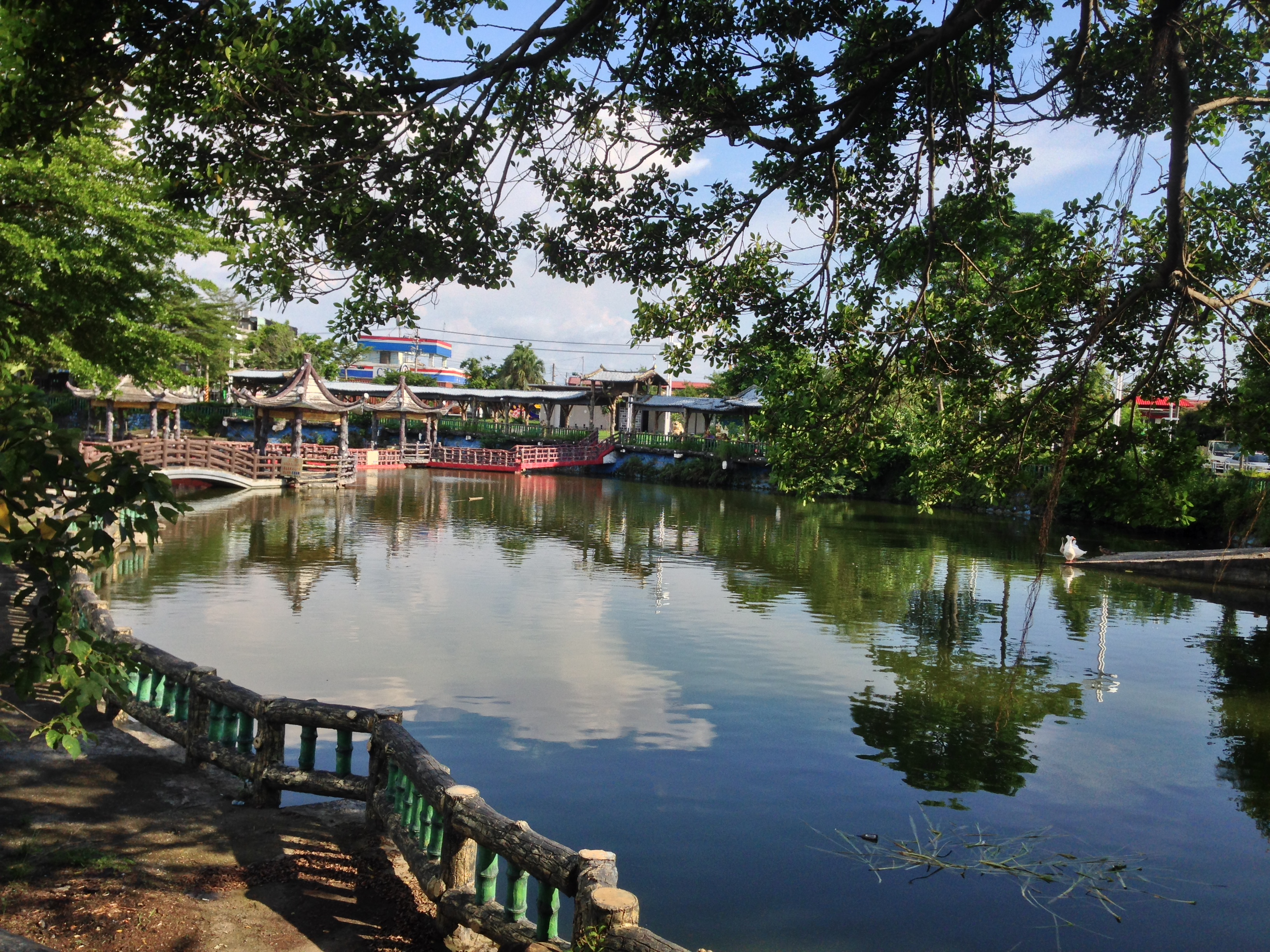
公園池塘